# Naujan-et-Postiac
Naujan-et-Postiac is een gemeente in het Franse departement Gironde (regio Nouvelle-Aquitaine) en telt 500 inwoners (1999). De plaats maakt deel uit van het arrondissement Libourne.

## Geografie
De oppervlakte van Naujan-et-Postiac bedraagt 11,1 km², de bevolkingsdichtheid is 45,0 inwoners per km².
De onderstaande kaart toont de ligging van Naujan-et-Postiac met de belangrijkste infrastructuur en aangrenzende gemeenten.

## Demografie
Onderstaande figuur toont het verloop van het inwonertal (bron: INSEE-tellingen).